# Legge Tatarella
La legge 23 febbraio 1995, n. 43 (detta anche legge Tatarella dal promotore Giuseppe Tatarella, giornalisticamente anche Tatarellum) è una legge della Repubblica Italiana che attualmente regola il sistema elettorale di alcune regioni italiane a statuto ordinario e in seguito recepita anche da tre regioni a statuto speciale. Prende il nome dal suo primo firmatario, il deputato di Alleanza Nazionale e già ministro, e fu ideata per imprimere una modifica in senso maggioritario e presidenziale al sistema di governo regionale in Italia.
Con la concessione alle regioni italiane di adottare la propria legge elettorale, dopo l'emanazione della legge costituzionale 22 novembre 1999, n. 1 (seppur con certe limitazioni), la norma è ormai applicata solamente nei casi in cui manchi una legge regionale in materia. 

## Storia

### Il contesto storico dei primi anni 1990
Il sistema politico italiano conobbe nei primi anni novanta il più grande e rapido sconvolgimento mai visto nell'Europa democratica dopo la fine della seconda guerra mondiale. Il crollo del muro di Berlino, la rapida ascesa delle leghe regionaliste e lo scoppio dello scandalo di Tangentopoli, avevano messo in totale crisi il sistema di potere imperniato da cinquant'anni sulla Democrazia Cristiana, aprendo una stagione di riforme elettorali in senso bipolare. Dopo il cambiamento delle leggi elettorali per i Comuni, le Province ed il Parlamento nel 1993, le Regioni rimanevano l'unico organismo di governo ancorato ad un meccanismo proporzionalistico ed assembleare, di cui alla legge 17 febbraio 1968, n. 108.  Differentemente dal caso degli enti locali, però, a fare da ostacolo a possibili riforme vi era il dettato della Costituzione del 1948, che imponeva la nomina del Presidente della Regione da parte del Consiglio Regionale. In più, le elezioni politiche anticipate del 1994 resero del tutto improbabile l'ipotesi di una riforma costituzionale in tempo per il previsto appuntamento elettorale regionale della primavera del 1995.

### Le intese politiche e l'emanazione
Fu così che nel parlamento della XII legislatura maturò un'intesa bipartisan fondata sul comune accordo per non lasciare le Regioni in un contesto elettorale oramai avulso rispetto a quello degli altri livelli governativi. La nuova normativa risentì tuttavia dell'obbligata fretta con cui fu concepita, essendo stata emanata solo esattamente due mesi prima delle elezioni regionali del 1995 e giocoforza non potendo prevedere esplicitamente l'elezione diretta del Presidente regionale, fu strutturata in maniera diversa e disorganica rispetto alla legge elettorale comunale e provinciale approvata due anni prima. La legge così non si presenta come una normativa elaborata ex novo, ma formalmente risulta una modifica della previgente ed originaria legge elettorale proporzionale, la n. 108 del 17 febbraio 1968.

### Le revisioni costituzionali del 1999 e del 2001
Il quadro disegnato dalla legge in oggetto fu ulteriormente precisato mediante la revisione del dettato costituzionale. La legge costituzionale n. 1 del 1999 modificò il testo della Costituzione prevedendo l'elezione diretta dei presidenti delle Regioni a statuto ordinario in vista della successiva tornata elettorale del 2000. Ogni Regione ha invero la facoltà di ritornare ad un modello parlamentare di governo, ma per farlo deve operare una modifica del proprio Statuto: ad oggi, nessuna Regione ha abbandonato il sistema presidenziale. Il nuovo testo costituzionale impone anche che, qualora il Presidente sia eletto direttamente dai cittadini, il Consiglio regionale possa sì licenziarlo, ma solo tramite una mozione di sfiducia distruttiva e la conseguente convocazione di nuove elezioni anche per l'organo assembleare (simul stabunt, simul cadent).
Per quanto riguarda le Regioni autonome, la nuova normativa fu invece introdotta dalla legge costituzionale n. 2 del 2001, che estese in pratica tutte le suddette regole, sia in tema di elezione diretta dei presidenti sia il meccanismo elettorale previsto dal Tatarellum, alla Sicilia, alla Sardegna e al Friuli-Venezia Giulia. Per ciò che concerne invece il Trentino-Alto Adige, la revisione in oggetto ridusse di fatto l'ente ad una confederazione fra le due Province autonome di Trento e Bolzano: il Consiglio regionale del Trentino-Alto Adige divenne semplicemente l'unione dei due Consigli provinciali, mentre il Presidenti del Trentino-Alto Adige divenne a turno uno dei due Presidenti delle Province autonome. Solo la Provincia di Trento decise di applicare il modello di elezione popolare del presidente già descritto, mentre in Provincia di Bolzano tale possibilità venne solo lasciata come eventualità da decidersi discrezionalmente. Anche per la Valle d'Aosta la decisione su un eventuale passaggio ad un sistema presidenziale fu rimessa alle valutazioni del Consiglio della Valle.

## Contenuto
La legge, integrata dalle suddette revisioni costituzionali, prevede l'elezione diretta e congiunta del Presidente della Regione e del Consiglio regionale. Strutturata su un turno unico di votazioni, pone in essere un sistema elettorale misto che attribuisce l'80% dei seggi consiliari con un meccanismo proporzionale con voto di preferenza, e il 20% con un metodo maggioritario plurinominale.
La scheda elettorale, di colore verde, è unica e comprende sia i candidati alla presidenza sia le liste provinciali (o regionali). Ogni lista deve collegarsi a un candidato presidente e sono anche possibili coalizioni tra più liste e un unico candidato presidente. La coalizione assume rilevanza solo per la determinazione del premio di maggioranza; per le minoranze, l'attribuzione dei seggi è effettuata con solo riguardo ai risultati elettorali delle singole liste. L'elettore può esprimere due voti, uno per un candidato presidente e uno per una lista provinciale, oppure solo un voto per un candidato presidente. Se l'elettore esprime solo un voto per una lista provinciale, un ulteriore voto viene attribuito automaticamente al candidato presidente a essa collegato. È ammesso il voto disgiunto (panachage): l'elettore può indicare un candidato alla presidenza ma preferire una lista non a lui collegata.
La componente proporzionale ripete pedissequamente il previgente meccanismo che, nell'originale legge del 1968, disegnava il frazionamento delle intere assisi consiliari, salvo l'introduzione della preferenza unica. Il territorio regionale viene diviso in varie circoscrizioni elettorali corrispondenti alle province. In ogni circoscrizione, la suddivisione dei seggi fra le liste avviene col metodo Hagenbach-Bischoff dei quozienti interi, e i candidati sono dichiarati eletti nell'ordine delle preferenze ricevute. I voti residuati e i seggi non assegnati passano tutti nel collegio unico regionale, dove vengono ripartiti col metodo Hare (secondo il principio del "metodo del quoziente e dei più alti resti"): gli scranni così ottenuti da ogni partito vengono immediatamente riportati a livello provinciale in base ai maggiori resti percentuali di ogni singola lista locale. Questo sistema implica matematicamente la possibile variazione dei seggi originariamente assegnati alle singole circoscrizioni.
La novità introdotta dal Tatarellum sono invece i listini regionali, cui vengono riservati di base un quinto dei seggi consiliari, che vengono allocati in modo maggioritario. Il capolista del listino che ottiene il maggior numero di voti è eletto alla presidenza della Regione mentre, come regola generale, tutti gli altri candidati divengono consiglieri. La legge prevede tuttavia una serie di casi particolari:
- nel caso in cui la maggioranza vinca le elezioni con un'alta percentuale, scatta un meccanismo di tutela delle minoranze. Se le liste provinciali ottengono già da sole un numero di seggi pari alla metà del totale complessivo dell'assemblea (evento che si verifica, tenuto conto di una certa approssimazione dovuta al gioco dei resti, quando le liste di maggioranza abbiano ottenuto più del 62,5% dei voti), non vi è nessun premio di maggioranza, anzi scatta una specie di correzione minoritaria: gli scranni originariamente riservati alla quota maggioritaria vengono divisi a metà, la prima parte corrispondente ai candidati del listino regionale vincitore meglio iscritti in elenco e la seconda parte distribuita proporzionalmente alle minoranze nel collegio unico regionale e quindi, di rimando, nelle relative liste circoscrizionali;
- nel caso in cui invece la maggioranza abbia goduto di un consenso solo relativo nel corpo elettorale, la legge interviene in modo che si generi comunque una stabile maggioranza assoluta in Consiglio: in particolare, se il listino ha superato i due quinti delle preferenze complessive, alla maggioranza debbono essere garantiti i tre quinti dei seggi consiliari, in caso contrario la soglia si abbassa al 55% degli scranni. A tal fine, vengono creati dei seggi supplementari che innalzano la dotazione originaria del Consiglio fino al conseguimento delle suddette maggioranze; gli scranni così creati sono distribuiti proporzionalmente alle liste vincitrici nel collegio unico regionale e quindi, di rimando, nelle relative liste circoscrizionali.